# La trappola diabolica
La trappola diabolica è il sesto racconto e nono album della serie a fumetti dedicata a Blake e Mortimer, scritto e disegnato da Edgar Pierre Jacobs, con l'aiuto di Liliane e Fred Funcken per alcune tavole.
È stato pubblicato in tavole settimanali su Le Journal de Tintin dal 22 settembre 1960 al 21 novembre 1961. Venne quindi pubblicato come album nel settembre 1962 con le Éditions du Lombard, quindi ristampato nel gennaio 1990 con le Editions Blake et Mortimer . La storia è stata tradotta in quasi dieci lingue ed è stata adattata a dramma radiofonico,  cartone animato e videogioco.
Edgar P. Jacobs scrisse una nuova storia a tema fantascientifico sul tema dei viaggi nel tempo. Per la prima volta, mette in scena solo uno dei suoi due personaggi principali, il professor Mortimer, e non inserisce il suo antagonista principale, il colonnello Olrik.

## Trama
Il professor Mortimer è a Parigi, chiamato da un notaio per una comunicazione che lo riguarda. Scopre di aver appena ereditato dal professor Miloch, che fuggì dalla distruzione del castello di Troussalet, una vecchia casa chiamata "Grotta della Dama" e situata a La Roche-Guyon, un villaggio a circa 66 chilometri nord -ovest da Parigi . Miloch afferma di considerare Mortimer l'unica persona che può davvero apprezzare la sua straordinaria invenzione. Nonostante gli avvertimenti del suo amico Capitano Blake, Mortimer decide di recarsi nel luogo che ha ereditato. Arrivato al villaggio, scende nella grotta e trova lì l'invenzione di Miloch: il "Cronoscafo", una macchina del tempo. 

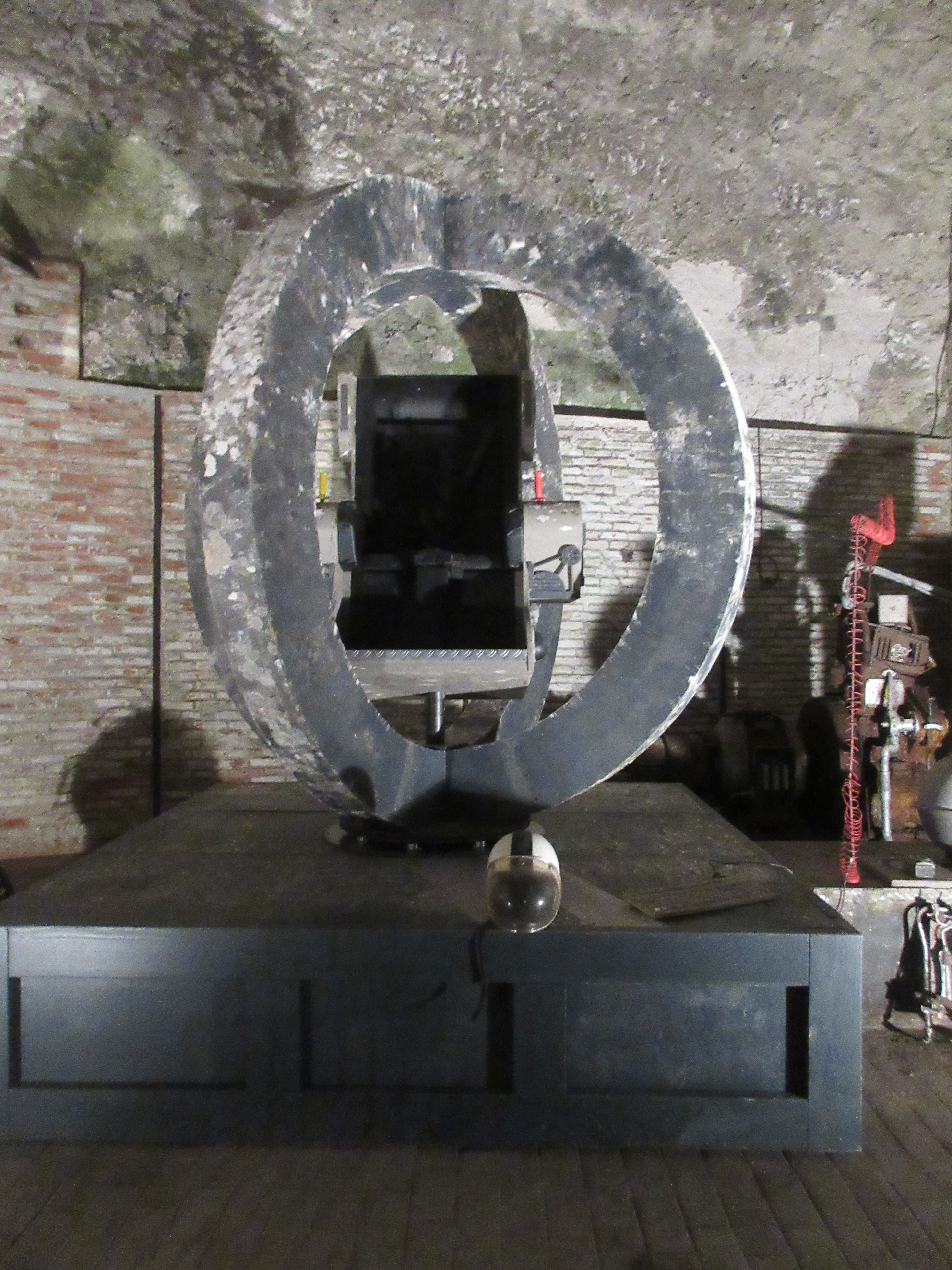
Il "Cronoscafo", situato nella grotta dello Cheateu de La Roche-Guyon

### Primo viaggio: 150 milioni di anni prima
Usando le istruzioni lasciate da Miloch, Mortimer, cedendo alla curiosità, entra nel dispositivo e sceglie, grazie al selezionatore temporale, di tornare a una data precedente di soli 6 mesi per incontrare Miloch. La partenza è talmente violenta che Mortimer sviene, per poi riacquistare i sensi solo dopo un periodo indefinito. A questo punto ferma la macchina constatando di ritrovarsi almeno 150 milioni di anni prima  . Il professore a questo punto capisce tutto: Miloch lo ha trascinato in una trappola diabolica che lo ha intrappolato nell'infinito dei tempi. Mortimer si troverà quindi ad affrontare due meganeure, un elasmosauro, un plateosauro, un tirannosauro e uno stormo di pterodattilii, ma alla fine riesce a tornare alla macchina del tempo ripartendo verso il futuro, determinato a tornare alla sua età procedendo per tentativi.

### Secondo viaggio: XIV secolo
Ancora una volta, Mortimer viene stordito dalla partenza, ma riesce a riprendere i sensi e a fermare il Cronoscafo. È tornato nella cripta, ma il laboratorio di Miloch non c'è più. Cercando di scoprire che in quale epoca si trovi, si ritrova nella sala del trono del crudele Gui La Roche, signore di La Roche-Guyon nel XIV secolo, nel bel mezzo della Guerra dei Cent'anni . Accusato di spionaggio perché inglese e minacciato di essere ucciso perché intento a salvare due bambini condannati a morte da La Roche, Mortimer fugge e si rinchiude nella stanza di Damnelle Agnès, figlia del signore. Nel frattempo, un esercito formato da servi della gleba, guidato da un uomo di nome Jacques Bonhomme, prende il castello massacrando tutti i suoi occupanti, incluso il signore. Sono sul punto di uccidere anche Mortimer e Agnes quando il cappellano testimonia l'aiuto che Mortimer ha cercato di fornire ai condannati. Jacques quindi sfida Mortimer in duello corpo a corpo per ottenere la sua libertà e quella di Agnes. Mortimer vince, ma Jacques non mantiene la parola, attaccando Mortimer. Approfittando della confusione, il professore e Agnes riescono a fuggire nella grotta della Dama. Agnese e il cappellano fuggono da un passaggio segreto mentre Mortimer torna nella macchina e scompare davanti agli occhi degli spaventati contadini, dando così vita alla leggenda del "diavolo con la barba rossa".

### Terzo viaggio: LI secolo
Ancora una volta, la partenza frastornante tramortisce Mortimer. Una volta fermatosi, il professore si ritrova nella cripta, ma il laboratorio non è ancora lì. Esplorando i sotterranei circostanti, Mortimer non trova altro che detriti di gigantesche strutture. Un'iscrizione su un muro gli indica di trovarsi nel XXI secolo. Dopo ore di ricerca, attiva inavvertitamente un vecchio video olografico di guerra, ma dopo ore passate senza mangiare e riposare, finisce per fargli perdere conoscenza. Poco dopo, viene preso da un gruppo di uomini che lo scambiano per "l'eletto". Il dottor Focas, a capo del gruppo, lo informa della situazione attuale, dicendo che attualmente si trovavano nel LI secolo (anno 5060): alla fine del XXI secolo, le civiltà si distrussero al seguito di una guerra nucleare e batteriologica e gli uomini furono ricacciati nelle barbarie delle epoche primitive. Un gruppo di sopravvissuti in Cina si diede l'obiettivo di riorganizzare il mondo, e i loro successori trasformarono gli uomini in "soggiogati", che vivono in caserme sotterranee dette "complessi". Nel XXX secolo, scoppiò una grande rivolta per liberarsi dalla tirannia e alcuni gruppi di uomini riuscirono a stabilirsi sugli altri pianeti del sistema solare. Da allora, questi gruppi riuscirono a infiltrarsi sulla Terra per educare i discendenti dei soggiogati e rovesciare il regime. Una profezia molto antica affermava che:
per questo motivo il professore viene scambiato quindi per "l'eletto". Mortimer arriva nel momento in cui la "rivoluzione" sta per essere lanciata ed è costretto quindi a fare del proprio meglio per la causa rivoluzionaria. Con la sua padronanza della fisica nucleare e nonostante la trappola creata da una spia del governo che cerca di annientare i ribelli, il professore guida la "rivoluzione" verso la vittoria. Ma il nemico rilascia un'arma segreta e indistruttibile contro la base ribelle. Per sbarazzarsene, Mortimer non ha altra scelta che portarla dentro un reattore nucleare che aveva riparato e provocare una terribile esplosione che riesce a sfuggire tornando al Cronoscafo.

### Quarto viaggio: ritorno al presente
Questa volta, grazie ad una tuta isolante proveniente dal LI secolo, Mortimer riesce a non perdere i sensi, permettendogli di controllare il Cronoscafo e di tornare nel presente poco prima della morte di Miloch. A questo punto riesce a rimediare al sabotaggio della macchina prima di ripartire verso il tempo presente. Questo senza contare sul machiavellismo del suo avversario, che, prevedendo un possibile ritorno del professore, aveva sabotato di nuovo il Cronoscafo. Si verifica un'esplosione violenta, che distrugge completamente la Grotta e la macchina. Ma il professore riesce a sopravvivere, probabilmente grazie alla sua tuta isolante. Accompagnato dal commissario Pradier, il capitano Blake, che ha cercato il suo amico nella Grotta per due mesi, lo visita in ospedale.

## Luoghi

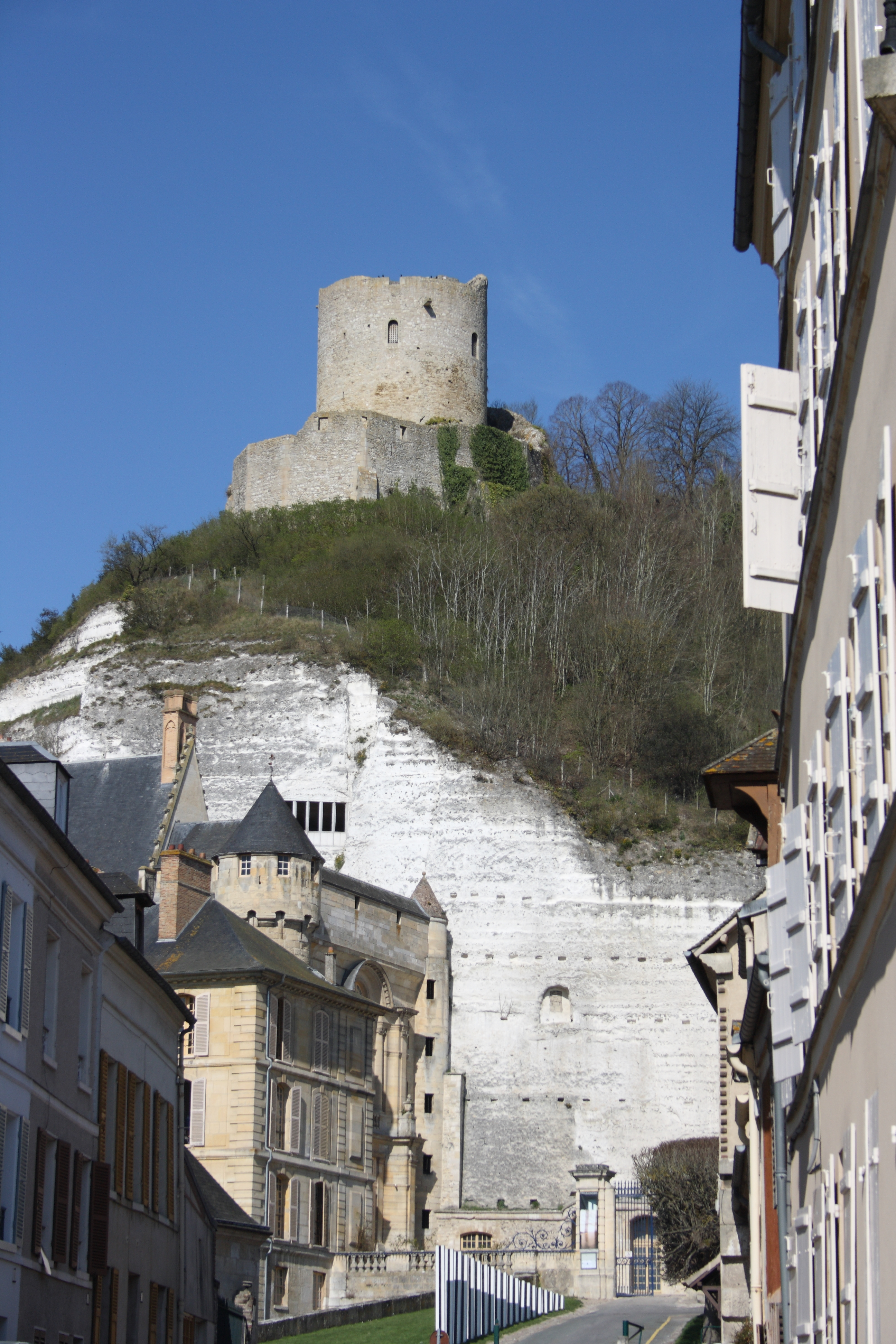
La Rue de La Roche-Guyon e il donjon du chateau, come si vede nell'album.

Quasi l'intera trama si svolge in un solo luogo: il villaggio di La Roche-Guyon, nel dipartimento di Senna e Oise (ora Val-d'Oise), a circa 66 chilometri nord-ovest dia Parigi . Questa è la seconda volta che un'avventura viene ambientata in Francia.

## Visione futuristica di Jacobs
Come molti nella sua epoca, Jacobs immaginava un futuro in cui la guerra nucleare era una questione più di "quando" piuttosto che di "se", ma sono diverse le varianti che introduce nel suo ipotetico futuro:
- una di queste varianti è l'ortografia: mentre esplora una ferrovia sotterranea abbandonata del futuro, Mortimer nota un pannello con le parole: "Stasione 3 Diresione Pari Santre", che in realtà sarebbe "Stazione 3 Direzione Parigi Centro";
- una mappa su un muro indica che l'Europa si trasformerà negli Stati Uniti d'Europa e del Mediterraneo (in linguaggio futuristico "Stat Unit Deurop e del Mediterraneo) e che l'Adriatico e il Mediterraneo diventeranno masse terrestri;
- L'Africa stessa diventerà Stati Uniti d'Africa (in linguaggio futuristico "Stat Unit Dafric"), con un enorme oceano nel mezzo del Sahara;
- un articolo simile a un giornale del XXII secolo attribuisce erroneamente a Mortimer la creazione del Telecefaloscopio, un dispositivo in realtà creato dal Dottor Septimus, che aveva incontrato in una precedente avventura, Il Marchio Giallo.

## Curiosità
- Finora è l'unica avventura dove Olrik non compare
- Durante il viaggio di Mortimer nella preistoria, gli incontri con la fauna locale presentano alcuni anacronismi: le Meganeure appartengono al periodo del Carbonifero, il Plateosauro al Triassico Superiore, e l'Elasmosauro (che in realtà sarebbe una creatura marina, non delle paludi), gli Pterodattili e il Tirannosauro al Cretacico Superiore.
- Per le dodici pagine relative all'epoca medievale, Edgar P. Jacobs ebbe dei problemi per quanto riguardava l'arredamento storico. Chiamò quindi Liliane e Fred Funcken affinché producessero i disegni per le decorazioni in base alle sue istruzioni. Jacobs eseguì infine l'inchiostrazione[1][2].